# Monaster Opieki Matki Bożej w Wysowej-Zdroju
Monaster Opieki Matki Bożej – prawosławny klasztor męski w Wysowej-Zdroju, w diecezji przemysko-gorlickiej Polskiego Autokefalicznego Kościoła Prawosławnego. W 2022 r. przebywali w nim jeden mnich i jeden nowicjusz. Na terenie monasteru znajduje się kaplica domowa pod wezwaniem Opieki Matki Bożej i św. Hioba Poczajowskiego.
Monaster został założony dekretem arcybiskupa przemysko-nowosądeckiego Adama. Został zlokalizowany w domu podarowanym PAKP przez siostrę arcybiskupa Adama, który zaadaptowano na potrzeby wspólnoty monastycznej. Powstanie monasteru nawiązuje do objawień maryjnych, jakie miały mieć miejsce na górze Jawor w latach 20. XX w., co uczyniło górę miejscem uważanym przez ludność łemkowską oraz prawosławnych ze Słowacji za święte.
Monaster, razem z górą Jawor, stał się ośrodkiem pielgrzymek prawosławnych zarówno z Polski, jak i ze Słowacji.